# Ninurta-apla-X
Ninurta-apla-X va ser rei de Babilònia de l'any 800 aC al 790 aC aproximadament. Pertanyia a l'anomenada Dinastia E, una barreja de dinasties d'aquell regne. El seu nom es basa en una lectura feta en unes tauletes l'any 1920, ja molt deteriorades, i no es va poder aclarir l'última part, que es va anomenar "X".
El seu predecessor va ser el rei Baba-aha-iddina, que va regnar potser un dotze anys abans. Entre els dos monarques hi va haver el període conegut com a Interregne, on Babilònia no va tenir rei. No hi ha fonts babilònies per aquestes dates, però l'anomenada Crònica Sincrònica assíria relaciona els reis d'Assíria amb els Babilonis. Aquesta crònica diu que Xamxi-Adad V va fer una incursió a Babilònia on va vèncer i va deportar el rei. El seu successor, Adadnirari III va fer campanyes cap a l'oest, però l'any 802 aC la crònica diu que es va dirigir "al mar" que s'interpreta com el País de la Mar, al sud de Mesopotàmia. El 795 aC i el 794 aC va fer campanyes a Der. La Crònica Sincrònica diu:
| «                                                   | El rei de Karduniaix va inclinar el seu cap ... va retornar els presoners i els va concedir diners i privilegis i racions d'ordi. Els pobles d'Assíria i Karduniaix es van unir, van fixar les línies de les fronteres de mutu acord. | » |
| — Crònica Sincrònica, col. 4, línies. 15-16 i 19-22 | |   |

El va succeir un rei també poc conegut, que portava el nom de Marduk-bel-zeri.